# シュロソウ属
シュロソウ属（しゅろそうぞく、Veratrum ）はユリ目シュロソウ科（またはメランチウム科: APG植物分類体系による分類）の属の一つ。従来の多くの分類体系ではユリ科に分類されていた。

## 特徴
山地の林下や湿った草地に生える、太い根茎のある多年草。葉は基本的に大型で、縦にしわをもち、葉の基部は鞘状に茎をかこむ。
花は茎の先に円錐花序をつけ、両性または単性。花被片は6個あり、白色、黄緑色、緑色、ときに暗紫褐色になるものがある。雄蕊は6本あり、花柱は3本ある。果実は蒴果となる。本属の多くがジェルビン、シクロパミンなどのアルカロイドを含む有毒植物である。
日本には2-3種（北海道から九州）、北半球の温帯に約50種知られている。

## 日本に分布する種
- バイケイソウ Veratrum album L. subsp. oxysepalum (Turcz.) Hultén
  - ミヤマバイケイソウ Veratrum alpestre Nakai
  - コシジバイケイソウ Veratrum nipponicum Nakai
- ホソバシュロソウ Veratrum maackii Regel var. maackii
  - シュロソウ（オオシュロソウ） Veratrum maackii Regel var. japonicum (Baker) T.Shimizu
    - ムラサキタカネアオヤギソウ Veratrum maackii Regel var. japonicum (Baker) T.Shimizu f. atropurpureum (Honda) T.Shimizu

  - タカネアオヤギソウ Veratrum maackii Regel var. longibracteatum (Takeda) H.Hara
  - アオヤギソウ Veratrum maackii Regel var. parviflorum (Maxim. ex Miq.) H.Hara
- コバイケイソウ Veratrum stamineum Maxim.
  - ウラゲコバイケイ Veratrum stamineum Maxim. var. lasiophyllum Nakai
  - ミカワバイケイソウ Veratrum stamineum Maxim. var. micranthum Satake

## 写真

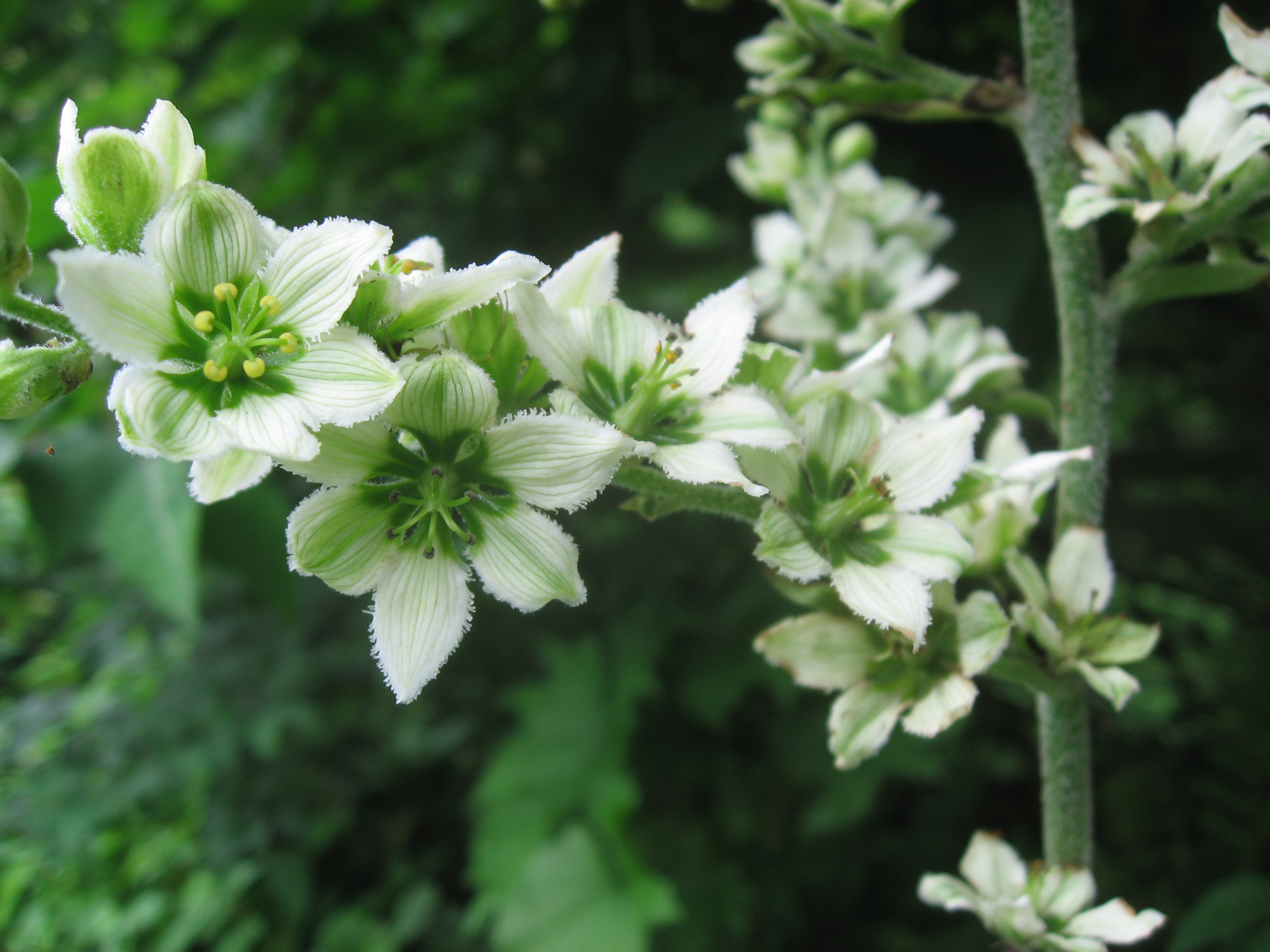
バイケイソウ
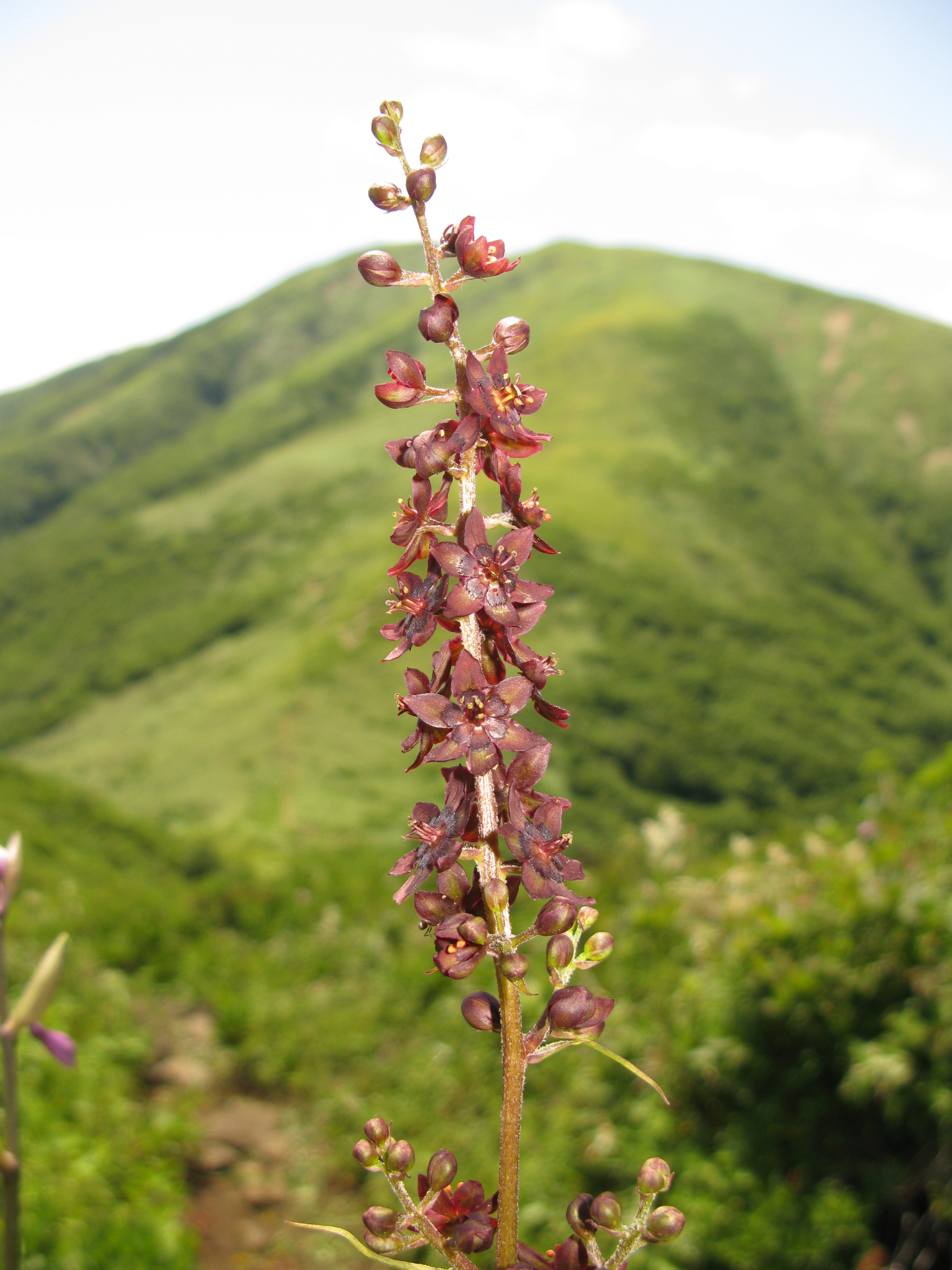
シュロソウ
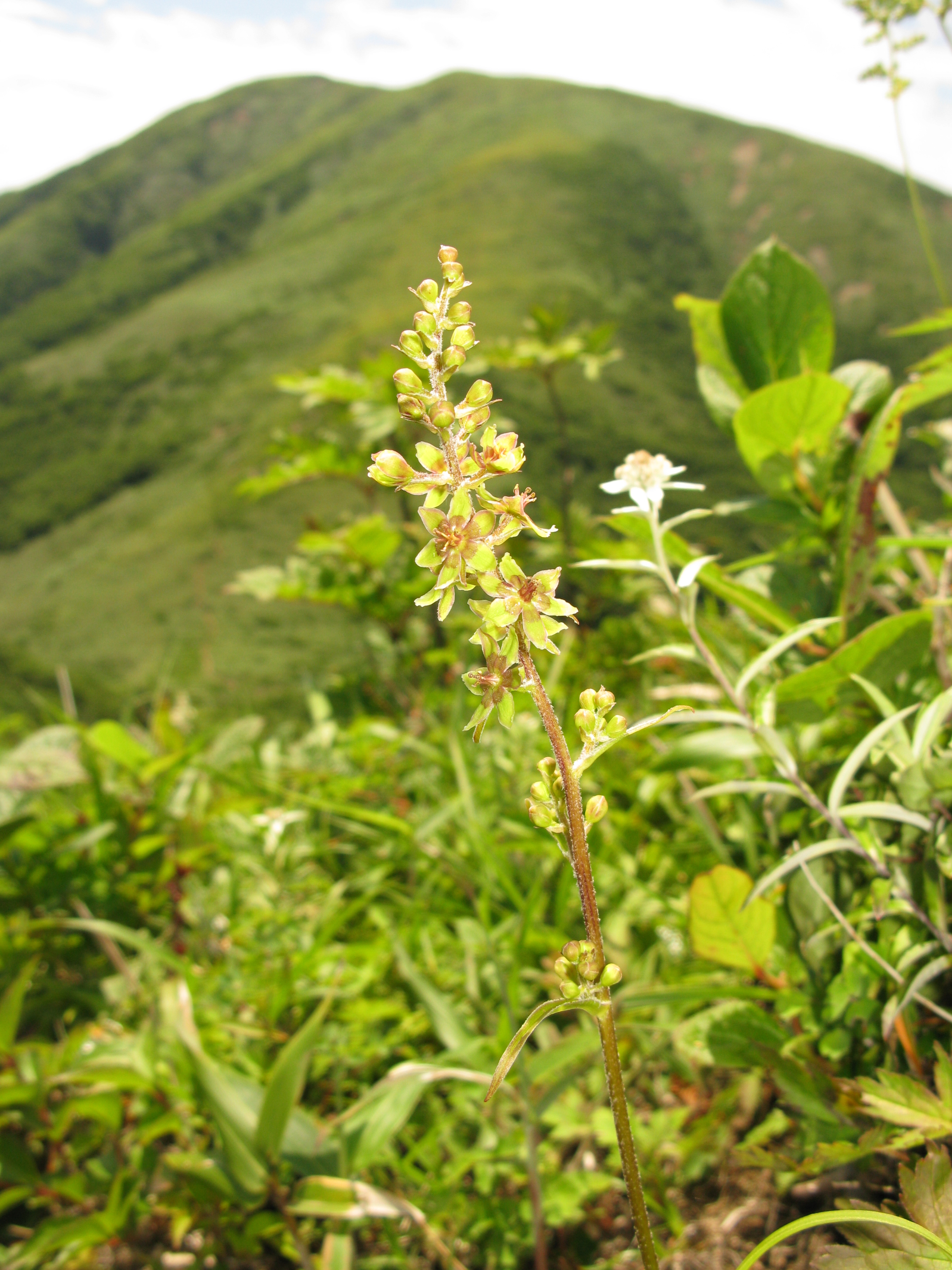
アオヤギソウ
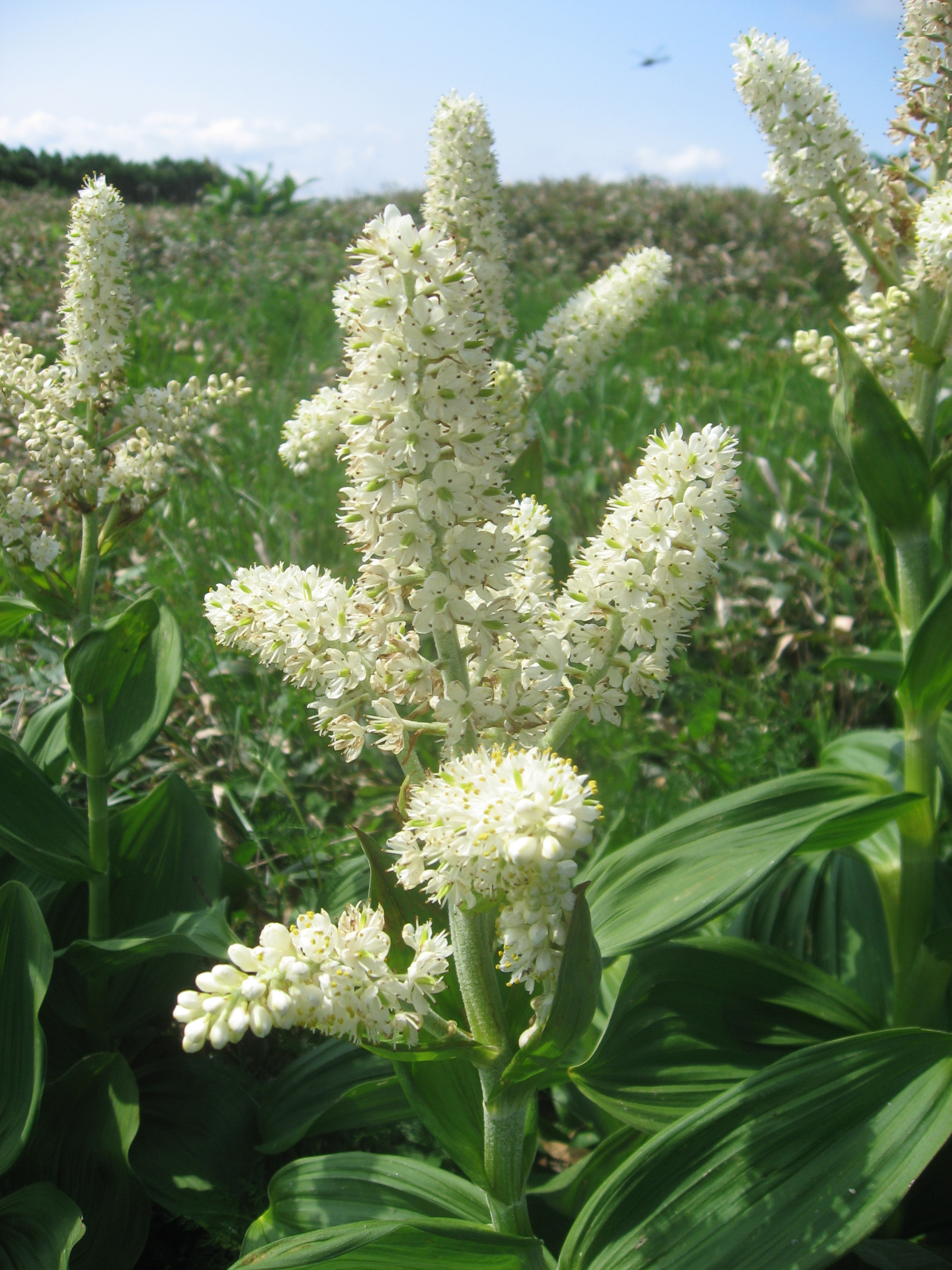
コバイケイソウ